# Juraj Sagan
Juraj Sagan (Žilina, 23 december 1988) is een voormalig Slowaaks wielrenner. Hij is de oudere broer van Peter Sagan. Net als zijn broer staat hij bekend als een allrounder die zich meestal mengt in de massasprints. Van 2007 tot 2009 reed hij voor Dukla Trenčín Merida, dat hij in 2010 inruilde voor de Franse amateurploeg Team Albert Bigot 79. In augustus van dat jaar kreeg hij een contract aangeboden bij Liquigas.
In de Ronde van Veneto op 28 augustus 2010 maakte hij zijn debuut voor Liquigas. Ploegmaat Daniel Oss wist de koers te winnen en Sagans broer Peter werd tweede, hijzelf eindigde op een verdienstelijke zesde plaats.
In 2015 werd hij achter zijn broer tweede op het nationaal wegkampioenschap. Een jaar later was hij in de Ronde van Langkawi dicht bij zijn eerste profoverwinning: in de zesde etappe moest hij in de massasprint enkel Jakub Mareczko voor zich dulden. Zowel in 2016 als 2017 werd hij Slowaaks kampioen op de weg, beide keren voor zijn broer Peter. Ook in 2019 en 2020 behaalde hij deze titel.
In 2017 reed Juraj Sagan voor het eerst een grote ronde: de Ronde van Frankrijk. Hierin werd hij na de negende etappe uitgesloten nadat hij buiten tijd binnenkwam.

## Overwinningen
2006
1e etappe Coupe du Président de la Ville de Grudziadz
2009
GP Boka
2016
5e etappe Ronde van Kroatië (ploegentijdrit)
 Slowaaks kampioen op de weg, Elite
2017
 Slowaaks kampioen op de weg, Elite
2019
 Slowaaks kampioen op de weg, Elite
2020
 Slowaaks kampioen op de weg, Elite

## Resultaten in voornaamste wedstrijden
| Jaar | Ronde van Italië | Ronde van Frankrijk | Ronde van Spanje |
| ---- | ---------------- | ------------------- | ---------------- |
| 2012 |                  |                     |                  |
| 2013 |                  |                     |                  |
| 2014 |                  |                     |                  |
| 2015 |                  |                     |                  |
| 2016 |                  |                     |                  |
| 2017 |                  | buiten tijd         |                  |
| 2018 |                  |                     |                  |
| 2019 |                  |                     |                  |
| 2020 |                  |                     |                  |
| 2021 |                  |                     |                  |
| 2022 |                  |                     |                  |

| Jaar | Milaan-San Remo | Gent-Wevelgem | Ronde van Vlaanderen | Parijs-Roubaix | Luik-Bast.‑Luik | Waalse Pijl |  | WK op de weg |  | Wereldranglijsten |
| ---- | --------------- | ------------- | -------------------- | -------------- | --------------- | ----------- |  | ------------ |  | ----------------- |
| 2012 |                 |               |                      | buit.tijd      |                 |             |  | opgave       |  |                   |
| 2013 |                 |               |                      |                |                 |             |  | opgave       |  |                   |
| 2014 |                 |               |                      |                |                 |             |  |              |  |                   |
| 2015 |                 |               |                      |                |                 |             |  | opgave       |  |                   |
| 2016 |                 |               | 45e                  | 51e            |                 |             |  | 39e          |  |                   |
| 2017 | 113e            | 14e           | 112e                 | 85e            |                 |             |  | 45e          |  | 280e (UWT)        |
| 2018 | 157e            | 55e           | 92e                  | 58e            |                 |             |  | opgave       |  | 383e (UWT)        |
| 2019 |                 |               | 115e                 | opgave         |                 |             |  | opgave       |  | 679e (UWR)        |
| 2020 |                 |               |                      |                | opgave          | opgave      |  |              |  |                   |
| 2021 |                 |               |                      | 74e            |                 |             |  | opgave       |  |                   |
| 2022 |                 |               |                      |                |                 |             |  | opgave       |  |                   |

## Ploegen
- 2007 –  Dukla Trenčín Merida
- 2008 –  Dukla Trenčín Merida
- 2009 –  Dukla Trencin Merida
- 2010 –  Liquigas-Doimo (vanaf 1 augustus)
- 2011 –  Liquigas-Cannondale
- 2012 –  Liquigas-Cannondale
- 2013 –  Cannondale Pro Cycling
- 2014 –  Cannondale
- 2015 –  Tinkoff-Saxo
- 2016 –  Tinkoff
- 2017 –  BORA-hansgrohe
- 2018 –  BORA-hansgrohe
- 2019 –  BORA-hansgrohe
- 2020 –  BORA-hansgrohe
- 2021 –  BORA-hansgrohe
- 2022 –  Team TotalEnergies

Wielerploegen van Juraj Sagan
Bachraty · Dobiaš · Freivolt · Gajdošík · Kasidlo · Kováč · Polievka · Sagan · Šipeky · Tybor · Vyšna · Zachar
Bachratý · Božik · Broniš · Freivolt · Kováč · Mahďar · Polievka · Povolný · Sagan · Šipeky · Tybor · Vyšna · Zachar
Božik · Kováč · Krizan · Mahďar · Polievka · Procner · Rovnak · J. Sagan · P. Sagan · Šipeky · Tybor · Vyšna · Žabka · Zachar
Agnoli ·
Basso · 
Bellotti ·
Bennati ·
Bodnar ·
Chicchi ·
Cimolai · 
Dall'Antonia ·
Finetto ·
Guarnieri ·
Kišerlovski ·
Koren ·
Kreuziger ·  
Koetsjynski · 
Nibali ·  
Oss ·
Paterski ·
Pellizotti ·
Quinziato ·
Sabatini ·
J. Sagan ·
P. Sagan ·
Santaromita ·
Szmyd ·
Vandborg ·
Vanotti ·
Viviani ·
Willems ·
Zaugg
Agnoli ·
Basso · 
Bellotti ·
Bodnar ·
Capecchi ·
Caruso ·
Cimolai · 
Da Dalto ·
Dall'Antonia ·
Duggan ·
Finetto ·
Guarnieri ·
King ·
Koren ·
Longo Borghini ·  
Marangoni · 
Nerz ·
Nibali ·  
Oss ·
Paterski ·
Ponzi ·
Sabatini ·
J. Sagan ·
P. Sagan ·
Salerno ·
Szmyd ·
Vanotti ·
Viviani ·
Wurf ·
Agostini (stagiair) ·
Moser (stagiair)
Agnoli ·
Agostini ·
Basso · 
Bodnar ·
Canuti ·
Capecchi ·
Caruso ·
Da Dalto ·
Dall'Antonia ·
Duggan ·
King ·
Koren ·
Longo Borghini ·  
Marangoni ·
Moser · 
Nerz ·
Nibali ·  
Oss ·
Paterski ·
Ratto ·
Sabatini ·
J. Sagan ·
P. Sagan ·
Salerno ·
Sarmiento ·
Szmyd ·
Vanotti ·
Viviani ·
Aldegheri (stagiair) ·
Benfatto (stagiair) ·
Krizek (stagiair) 
Agostini · Basso · Bodnar · Boivin · Canuti · Caruso ·  Da Dalto · Dall'Antonia · De Marchi · Haedo · King · Koch · Koren · Krizek · Longo Borghini · Marangoni · Masuda · Moser · Paterski · Ratto · Sabatini · J. Sagan · P. Sagan · Salerno · Sarmiento · Vandborg · Viviani · Wurf · Martinello (stagiair) · Villella (stagiair)
Basso · Bennett · Bettiol · Bodnar · Boivin · Caruso · De Marchi · Formolo · Gatto · King · Koch · Koren · Krizek · Longo Borghini · Marangoni · Marcato · Marino · Mohorič · Moser · Ratto · Sabatini · J. Sagan · P. Sagan · Salerno · Sarmiento · Villella · Viviani · Wurf
Basso · Beltrán · Bennati · Boaro · Bodnar · Breschel · Broett · Contador · Hansen · Hernández · Juul-Jensen · Kišerlovski · Kolář · Kreuziger · Majka · McCarthy · Mørkøv · Paulinho · Petrov · Pires · Poljański · Rogers · Rovny · J. Sagan · P. Sagan  · Sørensen · Tosatto · Troesov · Valgren · Zaugg · Gogl (stagiair) · Großschartner (stagiair) · Tolhoek (stagiair)
Baška · Bennati · Blythe · Boaro · Bodnar · Broett · Contador · Gatto · Gogl · Hansen · Hernández · Kišerlovski · Kolář · Kreuziger · Majka · McCarthy · Paulinho · Petrov · Poljański · Rogers · Rovny · J. Sagan · P. Sagan   · Tosatto · Trofimov · Troesov · Valgren · Ballerini (stagiair) · Fortunato (stagiair) · Montagnoli (stagiair)
Ackermann · Archbold · Bárta · Baška · Benedetti · Bennett · Bodnar · Buchmann · Burghardt · Herklotz · Kolář · König · Konrad · Majka · McCarthy · Mendes · Mühlberger · Pelucchi · Pfingsten · Poljański · Pöstlberger · J. Sagan · P. Sagan    · Saramotins · Schillinger · Schwarzmann · Selig
Ackermann · Baška · Benedetti · Bennett · Bodnar · Buchmann · Burghardt · Formolo · Großschartner · Kennaugh · Kolář · König · Konrad · Majka · McCarthy · Mühlberger · Oss · Pelucchi · Pfingsten · Poljański · Pöstlberger · J. Sagan · P. Sagan  · Saramotins · Schillinger · Schwarzmann · Selig
Ackermann · Baška · Benedetti · Bennett · Bodnar · Buchmann · Burghardt · Drucker · Formolo · Gatto · Großschartner · Kennaugh · König · Konrad · Majka · McCarthy · Mühlberger · Oss · Pfingsten · Poljański · Pöstlberger · J. Sagan · P. Sagan · Schachmann · Schillinger · Schwarzmann · Selig
Ackermann · Baška · Benedetti · Bodnar · Buchmann · Burghardt · Drucker · Fabbro · Gamper · Gatto · Großschartner · Kämna · Konrad · Laas · Majka · McCarthy · Mühlberger · Oss · Poljański · Pöstlberger · J. Sagan · P. Sagan · Schachmann · Schelling · Schillinger · Schwarzmann · Selig
Ackermann · Aleotti · Baška · Benedetti · Bodnar · Buchmann · Burghardt · Fabbro · Gamper · Großschartner · Kämna · Kelderman · Konrad · Laas · Meeus · Oss · Palzer (vanaf 1 april) · Politt · Pöstlberger · J. Sagan · P. Sagan · Schachmann · Schelling · Schillinger · Schwarzmann · Selig · Walls · Wandahl · Zwiehoff
Boasson Hagen · Bodnar · Bonifazio · Burgaudeau · Cabot · de la Parte · Doubey · Dujardin · Ferron · Geniez (tot 31/5) · Grellier · Jousseaume · Latour · Lawless · Manzin · Oss · Ourselin · Rodríguez · J. Sagan · P. Sagan · Simon · Soupe · Terpstra · Turgis · Van Gestel · Vuillermoz · Devanne (stagiair) · Vercher (stagiair)